# Lucrécia Paim
Lucrécia Paim (Caxito, 16 de outubro de 1939 - Quincuzo, Congo Quinxassa, março de 1967) foi uma feminista, defensora dos direitos humanos, militante nacionalista angolana, considerada mártir do processo de descolonização do país. Foi membro do Movimento Popular de Libertação de Angola (MPLA), e co-fundadora da sua ala feminina, a Organização da Mulher Angolana (OMA). Foi capturada, torturada e executada pela Frente Nacional de Libertação de Angola (FNLA) no contexto da luta fratricida que opunha o MPLA à UPA/FNLA.
Era integrante do Esquadrão Kamy do Exército Popular de Libertação de Angola (EPLA).
É homenageada na Maternidade-Escola Lucrécia Paim, a maior unidade hospitalar especializada em obstetrícia de Angola, servindo também como hospital-docente da Faculdade de Medicina da Universidade Agostinho Neto.